# Makale
Makale – miasto w Indonezji na wyspie Celebes w prowincji Celebes Południowy. Ośrodek administracyjny kabupatenu Tana Toraja.